# 三田市立けやき台中学校
三田市立けやき台中学校（さんだしりつ けやきだいちゅうがっこう）は、兵庫県三田市けやき台二丁目にある公立中学校。
校木はケヤキ、校花はアジサイ。

## 沿革
- 1987年4月 - 創立

## 部活動

### 運動部
- 野球部
- サッカー部
- 陸上競技部
- ソフトテニス部
- バスケットボール部
- 女子バレーボール部
- 柔道部

### 文化部
- 吹奏楽部
- 美術部
- 科学技術部

## 著名な卒業生
- 岡崎慎司 - プロサッカー選手（FCカルタヘナ所属）、元サッカー日本代表
- 小川慶治朗 - プロサッカー選手（ウェスタン・シドニー・ワンダラーズFC所属）
- 奥平湧 - ラグビー選手（三菱重工相模原ダイナボアーズ所属）、7人制日本代表
- 片伊勢武アミン - フィギュアスケート選手

## 通学区域が隣接している学校
- 三田市立ゆりのき台中学校
- 三田市立富士中学校
- 三田市立八景中学校
- 三田市立上野台中学校
- 三田市立長坂中学校